# Самарско-Тольяттинская агломерация
Сама́рско-Толья́ттинская полицентрическая агломерация-конурбация имеет численность населения (в зависимости от вариантов определения её границ) от 2,3 до 2,7 миллионов человек, что делает её по этому критерию третьей агломерацией в России. Агломерация располагается в юго-восточной части европейской территории России, в Среднем Поволжье, в центральной и западной частях Самарской области. Основная часть агломерации вытянулась вдоль Самарской Луки по её левобережной заволжской стороне, но частично занимает и живописные правобережные Жигулёвские горы.
Характеризуется объединением интенсивными производственными, культурно-бытовыми и рекреационными связями, а также в связи с высокой плотностью населения и инфраструктуры, низкими транспортными издержками — как повышенным инвестиционным и человеческим потенциалом, так и высоким текущим научным, инвестиционным и культурным развитием, а также высоким качеством спроса.

## Состав агломерации
В состав СТА включаются 9 из 10 городских округов и 9 из 27 муниципальных районов области. Самарско-Тольяттинская агломерация занимает более 40 % территории области, здесь проживает 80 % населения, создается 90 % промышленной и более половины сельскохозяйственной продукции Самарской Области.
Первое ядро, испытав депопуляцию в пост-советский период и сократившись на 120 тысяч человек, — на 2006—2010 год стабилизировало данный показатель, второе ядро показывает рост численности на весь период 1986—2010 годов, показав 110-тысячный прирост.
Состав агломерации:
| Городской округ/ Муниципальный район | Население  |
| ------------------------------------ | ---------- |
| Городской округ Жигулёвск            | ↘52 171    |
| Городской округ Кинель               | ↘57 729    |
| Городской округ Новокуйбышевск       | ↘100 414   |
| Городской округ Октябрьск            | ↘20 703    |
| Городской округ Самара               | ↗1 156 659 |
| Городской округ Сызрань              | ↘166 498   |
| Городской округ Тольятти             | ↘667 956   |
| Городской округ Чапаевск             | ↘70 236    |
| Безенчукский район                   | ↘37 479    |
| Волжский район                       | ↗122 928   |
| Кинельский район                     | ↘30 976    |
| Красноярский район                   | ↘56 926    |
| Приволжский район                    | ↘22 045    |
| Ставропольский район                 | ↘81 908    |
| Сызранский район                     | ↗24 240    |
| Шигонский район                      | ↗19 737    |
| Итого                                | 2 688 605  |

В них входят:
- 9 городов;
- 21 посёлок городского типа и крупных сёл: Волжский, Мирный, Осинки, Черноречье, Новосемейкино, Петра-Дубрава, Смышляевка, Богатырь, Стройкерамика, Рождествено, Васильевка, Зольное, Курумоч, Красный Яр, Воскресенка, Красноармейское, Прибрежный и др.;
- 510 сельских населенных пунктов.

## Степень развития интеграционных связей
К агломерации применимы типичные критерии для объединения — наличие трудовой миграции, экономической взаимозависимости, единой инфраструктуры и информационного поля.
Транспортная связь между основными центрами агломерации городами Самара и Тольятти осуществляется наземным путём — четырёхполосной высокоскоростной автотрассой, и железной дорогой. Время в пути от центров городов автомобильным транспортом составляет 40—70 мин, железнодорожным — около одного часа. Реализуется возможность водного сообщения как между основными центрами агломерации, так и с её периферией по основным водным артериям — рекам Волга, Самара, Сок, Чапаевка и др. Также внутри агломерации используется воздушное сообщение посредством использования вертолётного транспорта. В перспективе внутри агломерации предусматривается строительство высокоскоростных видов транспортного сообщения.
Всем критериям агломерации удовлетворяет эта же совокупность поселений за исключением Сызрани и округи ввиду некоторой её удалённости от одного из центров агломерации — Самары. В данном виде агломерация имеет численность населения около 2,3 млн чел, и сохраняет за собой третье место в России по данному параметру.
В некоторых источниках утверждается, что она единственная в стране является двухъядерной, однако наряду с ней имеются Вологодско-Череповецкая, Тульско-Новомосковская, Киселёвско-Прокопьевская, Южно-Башкортостанская и другие двухъядерные агломерации. Самарско-Тольяттинская является самой крупной из них.

### Перспективы развития связей
Целью межгородской логистики является консолидация усилий всех участников хозяйственной деятельности для обеспечения его социального и экономического благополучия, что позволит получить совершенно новые, исключительные возможности развития и управления процессами жизни агломерации.
Перспективные возможности развития транспортно-логистической системы могут обеспечить следующие факторы:
- выгодное географическое расположение на пути международных транспортных коридоров «Север-Юг» и «Транссиб»;
- создание транспортно-консолидирующих центров;
- грамотное использование выгодного расположения на пути движения пассажиров между Востоком и Западом;
- наличие крупного железнодорожного комплекса;
- близость международного аэропорта «Курумоч».

Нейтральное воздействие на конкурентоспособность СТА в Поволжье оказывает фактор климатических особенностей содержания проезжей части дорог в зимний период.
Существуют также проблемы, и вызванная ими опасность постепенной потери потенциала в случае систематически ошибочных направляющих действий власти по следующим направления в вопросе развития СТА. В частности, требуется:
- стимулирование развития современной контейнероперерабатывающей инфраструктуры;
- развитие внутригородской дорожно-транспортной сети — расширение магистралей, строительство новых путей, и реализация множества запланированных объектов;
  - строительство автомагистрали «Центральная» с автомобильным мостовым переходом через реку Самара с выходом в Самарское Заречье;
  - создание развитой магистральной улично-дорожной сети, учитывающей стратегию пространственного развития городов — строительство связующих межъядерных поселений;
  - строительство автомобильного мостового перехода через реку Волга в районе Сызрань-Октябрьск;
- развитие общественного пассажирского транспорта;
- развитие логистических технологий в обслуживании грузовых и пассажирских потоков и формирование статуса городского округа Самара как транспортной столицы Поволжья;
  - формирование в городском округе Самара логистического информационно-аналитического центра по обслуживанию грузовых и пассажирских перевозок и взаимодействию различных видов транспорта (в рамках проекта создания Самарского Транспортно-консолидирующего центра — СТКЦ);
- изменение принципа формирования транспортной системы в сторону развития сети магистральных улиц и скоростных дорог, включая двухуровневые развязки;
- расширение возможностей постоянного и временного хранения легковых автомобилей;
- организация удобного и безопасного передвижения населения в городе;
- в целом рационализация транспортно-экономических связей городов;
  - вынос ряда объектов складского хозяйства в приграничную городскую зону;
  - уменьшение количества грузового транспорта в пределах города;
- снижение уровня транспортной дискриминации населения, то есть проживающего вне нормативной зоны доступности, снижение потерянного фонда свободного времени.

## Структура
В СТА можно условно выделить следующие составные части:
- Два ядра агломерации
- Первый пояс населённых пунктов-спутников
- Второй пояс населённых пунктов-спутников

По географическому расположению части агломерации образуют две формы — преобладает линейная (вдоль реки Волга), но выделяется и центрическая — формируемая вокруг ядер СТА.

## История

### Предпосылки
На протяжении всего исторического периода земли были притягательны для заселения ввиду удобного географического положения, рельефа и климата для формирования перекрёстка торговых путей — водного из Персии и сухопутного из Китая. В подтверждение этого существуют документированные упоминания датированные 921 годом о существовании на территории сегодняшней Самары населённого пункта Самур (Самар), а также карты итальянских путешественников с многочисленными населёнными пунктами в данной местности.
Современные поселения стали основываться с расширением Российского государства в заволжские степи в XVI веке, для снижения рисков ущерба от нападений кочевников. К XIX веку значение земель окончательно поменялось с оборонительного к сельскохозяйственному, в результате чего новая активная миграционная волна из центра России ещё раз значительно увеличила количество населения. С этого же момента отмечается изменение качества прироста населения — с миграционного на естественный.

### Формирование
В 1930-е годы в результате массового миграционного исхода сельского населения (связанного с изменением приоритетов экономического развития в сторону индустриализации) в города — Самару и Сызрань, резко выросла численность их населения (в Самаре — почти в 10 раз). Следующий скачок численности населения в Самаре произошёл в 1941 году, когда с началом Великой Отечественной войны сюда были эвакуированы (вместе с работниками и их семьями) промышленные предприятия из Москвы, Воронежа, Смоленска.
Миграционный центр российского масштаба — Ставрополь (ныне Тольятти) активно проявил себя в 1960—1970-х годах, во время строительства и развития АвтоВАЗа, показав рост численности населения в десятки раз.

## Экономическая специализация

### Перспективы: кластерная стратегия
В постсоветский период на территории СТА предприятия основных отраслей, работают преимущественно без эффекта синергии. Обозначена перспектива экономического развития, состоящая в усилении взаимополезных связей компаний — создание кластеров, способствующих росту конкурентоспособности субъектов экономики ввиду повышенного потенциала к созданию инновационного продукта, и пригодных для применения ввиду удобных научных, пространственных, технологических характеристик территории. Базовые отрасли, пригодные кластеризации, и в перспективе могущие стать специфичными и ведущими для СТА:
- Автомобилестроение
- Авиакосмический
- Нефтепереработка
- Транспортный
- Металлургия
- Химическая промышленность

Градостроительная документация ядер агломерации между собой и прилегающих районов по единой схеме развития региона — синхронизирована, то есть наработана с учётом усиления внутренних связей.